# Atuenmierpitta
De atuenmierpitta (Grallaria  atuensis) is een zangvogel uit de familie Grallariidae (mierpitta's). De vogel werd in 1933 geldig als ondersoort van de bergmierpitta (G. quitensis) beschreven door de Amerikaanse vogelkundige Walter Edmond Clyde Todd. Het is een endemische vogelsoort in Peru. 

## Kenmerken
De vogel is 16 tot 18 cm lang en lijkt sterk op de bergmierpitta. Ook deze soort is egaal bruin gekleurd, van boven donkerbruin en van onder licht vlekkig, taankleurig.

## Verspreiding en leefgebied
De vogel komt voor in de Andes in Peru binnen een klein gebied in de provincies Chachapoyas en Bolívar, in een zone tussen de 2200 en 4500 meter boven zeeniveau in vochtige gebieden met grasland, struikgewas en bos op de boomgrens (elfin forest). Het leefgebied ligt bij voorkeur in de buurt van meren en moerassen. De vogel waagt zich, zelfs overdag ook in open gebied. De soort is vernoemd naar Atuén, een deelgebied van het district Leymebamba.

## Status
De grootte van de populatie is niet gekwantificeerd maar de soort wordt omschreven als algemeen. Op de Rode lijst van de IUCN heeft deze soort de status niet bedreigd.